# Молодіжний чемпіонат Європи з футболу 1992
Чемпіонат Європи з футболу 1992 серед молодіжних команд — міжнародний футбольний турнір під егідою УЄФА серед молодіжних збірних команд країн зони УЄФА. Переможцем турніру стала молодіжна збірна команда Італії, яка у фінальній серії з двох матчів переграла молодіжну збірну Швеції.

## Кваліфікація
Кваліфікаційний турнір відбувся з 19 травня 1990 по 18 грудня 1991.

### Група 1
|   |                | І | В | Н | П | МЗ | МП | О  |
| - | -------------- | - | - | - | - | -- | -- | -- |
| 1 | Чехословаччина | 8 | 7 | 1 | 0 | 23 | 4  | 15 |
| 2 | Франція        | 8 | 3 | 2 | 3 | 7  | 5  | 8  |
| 3 | Іспанія        | 7 | 3 | 2 | 2 | 6  | 5  | 8  |
| 4 | Албанія        | 7 | 1 | 2 | 4 | 3  | 13 | 4  |
| 5 | Ісландія       | 8 | 1 | 1 | 6 | 3  | 15 | 3  |

| - Ісландія 0-0 Албанія - Ісландія 0-1 Франція - Чехословаччина 7-0 Ісландія - Іспанія 2-0 Ісландія - Франція 1-2 Чехословаччина - Чехословаччина 3-1 Іспанія - Албанія 0-0 Франція - Іспанія 1-0 Албанія - Франція 0-1 Іспанія - Франція 3-0 Албанія | - Албанія 1-5 Чехословаччина - Албанія 2-1 Ісландія - Ісландія 0-1 Чехословаччина - Чехословаччина 1-0 Франція - Ісландія 1-0 Іспанія - Іспанія 0-0 Франція - Чехословаччина 3-0 Албанія - Іспанія 1-1 Чехословаччина - Франція 2-1 Ісландія - Албанія - Іспанія (Не грали) |

### Група 2
|   |           | І | В | Н | П | МЗ | МП | О  |
| - | --------- | - | - | - | - | -- | -- | -- |
| 1 | Шотландія | 6 | 5 | 0 | 1 | 13 | 5  | 10 |
| 2 | Болгарія  | 6 | 4 | 0 | 2 | 6  | 2  | 8  |
| 3 | Румунія   | 6 | 2 | 0 | 4 | 5  | 9  | 4  |
| 4 | Швейцарія | 6 | 1 | 0 | 5 | 5  | 13 | 2  |

| - Шотландія 2-0 Румунія - Швейцарія 0-2 Болгарія - Румунія 0-1 Болгарія - Шотландія 4-2 Швейцарія - Болгарія 2-0 Шотландія - Шотландія 1-0 Болгарія | - Швейцарія 0-2 Румунія - Болгарія 1-0 Швейцарія - Швейцарія 0-3 Шотландія - Румунія 1-3 Шотландія - Румунія 1-3 Швейцарія - Болгарія 0-1 Румунія |

### Група 3
|   |          | І | В | Н | П | МЗ | МП | О |
| - | -------- | - | - | - | - | -- | -- | - |
| 1 | Італія   | 6 | 4 | 1 | 1 | 6  | 8  | 9 |
| 2 | Норвегія | 6 | 3 | 1 | 2 | 13 | 6  | 7 |
| 3 | СРСР     | 6 | 2 | 3 | 1 | 6  | 4  | 7 |
| 4 | Угорщина | 6 | 0 | 1 | 5 | 1  | 8  | 1 |

| - СРСР 2-2 Норвегія - Норвегія 3-1 Угорщина - Італія 1-0 Угорщина - Угорщина 0-0 СРСР - Угорщина 0-1 Італія - Норвегія 6-0 Італія | - Італія 1-0 СРСР - Норвегія 0-1 СРСР - СРСР 2-0 Угорщина - СРСР 1-1 Італія - Угорщина 0-1 Норвегія - Італія 2-1 Норвегія |

### Група 4
|   |            | І | В | Н | П | МЗ | МП | О  |
| - | ---------- | - | - | - | - | -- | -- | -- |
| 1 | Данія      | 6 | 4 | 2 | 0 | 21 | 4  | 10 |
| 2 | Югославія  | 6 | 4 | 0 | 2 | 11 | 10 | 8  |
| 3 | Австрія    | 6 | 2 | 2 | 2 | 8  | 5  | 6  |
| 4 | Сан-Марино | 6 | 0 | 0 | 6 | 0  | 21 | 0  |

| - Сан-Марино 0-3 Данія - Югославія 1-0 Австрія - Данія 3-0 Югославія - Сан-Марино 0-2 Австрія - Югославія 5-0 Сан-Марино - Австрія 3-0 Сан-Марино | - Данія 7-0 Сан-Марино - Югославія 2-6 Данія - Данія 1-1 Австрія - Австрія 1-1 Данія - Австрія 1-2 Югославія - Сан-Марино 0-1 Югославія |

### Група 5
|   |            | І | В | Н | П | МЗ | МП | О |
| - | ---------- | - | - | - | - | -- | -- | - |
| 1 | Німеччина  | 4 | 4 | 0 | 0 | 12 | 1  | 8 |
| 2 | Бельгія    | 4 | 2 | 0 | 2 | 5  | 6  | 4 |
| 3 | Люксембург | 4 | 0 | 0 | 4 | 0  | 10 | 0 |

| - Люксембург 0-3 Німеччина - Бельгія 2-0 Люксембург - Німеччина 3-1 Бельгія | - Люксембург 0-2 Бельгія - Бельгія 0-3 Німеччина - Німеччина 3-0 Люксембург |

### Група 6
|   |            | І | В | Н | П | МЗ | МП | О  |
| - | ---------- | - | - | - | - | -- | -- | -- |
| 1 | Нідерланди | 6 | 4 | 2 | 0 | 20 | 4  | 10 |
| 2 | Португалія | 6 | 4 | 2 | 0 | 9  | 2  | 10 |
| 3 | Фінляндія  | 6 | 2 | 0 | 4 | 7  | 13 | 4  |
| 4 | Мальта     | 6 | 0 | 1 | 5 | 1  | 8  | 1  |

| - Фінляндія 0-1 Португалія - Португалія 0-0 Нідерланди - Мальта 1-4 Нідерланди - Мальта 1-3 Португалія - Португалія 2-0 Мальта - Нідерланди 7-1 Мальта | - Нідерланди 1-0 Фінляндія - Фінляндія 1-7 Нідерланди - Фінляндія 3-1 Мальта - Португалія 2-0 Фінляндія - Нідерланди 1-1 Португалія - Мальта 1-3 Фінляндія |

### Група 7
|   |           | І | В | Н | П | МЗ | МП | О  |
| - | --------- | - | - | - | - | -- | -- | -- |
| 1 | Польща    | 6 | 6 | 0 | 0 | 10 | 2  | 12 |
| 2 | Англія    | 6 | 3 | 1 | 2 | 11 | 5  | 7  |
| 3 | Туреччина | 6 | 1 | 1 | 4 | 6  | 11 | 3  |
| 4 | Ірландія  | 6 | 1 | 0 | 5 | 5  | 14 | 2  |

| - Англія 0-1 Польща - Ірландія 3-2 Туреччина - Ірландія 0-3 Англія - Туреччина 0-1 Польща - Англія 3-0 Ірландія - Польща 2-0 Туреччина | - Ірландія 1-2 Польща - Туреччина 2-2 Англія - Англія 2-0 Туреччина - Польща 2-0 Ірландія - Польща 2-1 Англія - Туреччина 2-1 Ірландія |

### Група 8
|   |         | І | В | Н | П | МЗ | МП | О  |
| - | ------- | - | - | - | - | -- | -- | -- |
| 1 | Швеція  | 6 | 4 | 2 | 0 | 17 | 3  | 10 |
| 2 | Ізраїль | 6 | 3 | 2 | 1 | 11 | 6  | 8  |
| 3 | Греція  | 6 | 1 | 1 | 4 | 6  | 13 | 3  |
| 4 | Кіпр    | 6 | 1 | 1 | 4 | 3  | 15 | 3  |

| - Швеція 5-0 Греція - Кіпр 1-1 Швеція - Греція 2-2 Ізраїль - Ізраїль 4-0 Кіпр - Кіпр 1-0 Греція - Швеція 6-0 Кіпр | - Швеція 2-1 Ізраїль - Ізраїль 2-1 Греція - Ізраїль 0-0 Швеція - Греція 1-3 Швеція - Кіпр 1-2 Ізраїль - Греція 2-0 Кіпр |

## Кваліфікувались до фінальної частини
| Країна         | Групи   | Попередні турніри                            |
| -------------- | ------- | -------------------------------------------- |
| Чехословаччина | Група 1 | 4 (1978, 1980, 1988, 1990)                   |
| Шотландія      | Група 2 | 3 (1980, 1982, 1984, 1988)                   |
| Італія         | Група 3 | 7 (1978, 1980, 1982, 1984, 1986, 1988, 1990) |
| Данія          | Група 4 | 2 (1978, 1986)                               |
| Німеччина      | Група 5 | 4 (1982, 1984, 1988, 1990)                   |
| Нідерланди     | Група 6 | 1 (1988)                                     |
| Польща         | Група 7 | 3 (1982, 1984, 1986)                         |
| Швеція         | Група 8 | 2 (1986, 1990)                               |

## Фінальний раунд

### Чвертьфінали
Перші матчі
| 10 березня 1992 |

| Німеччина  | 1–1      | Шотландія |
| ---------- | -------- | --------- |
| Шмелер 39' | Протокол | Кріні 31' |

| Рурпауєрштадіон, Бохум Глядачів: 8.000 Арбітр: Арканджело Пеццелла (Італія) |

| 11 березня 1992 |

| Нідерланди                  | 2–1      | Швеція    |
| --------------------------- | -------- | --------- |
| Руст 22' (пен.) Таумент 54' | Протокол | Фурст 24' |

| Галгенвард, Утрехт Глядачів: 8.000 Арбітр: Кіт Бердж (Уельс) |

| 11 березня 1992 |

| Данія                                        | 5–0      | Польща |
| -------------------------------------------- | -------- | ------ |
| Франдсен 10' Молнар 22', 17' Меллер 24', 42' | Протокол |        |

| Ольборг Арена, Ольборг Глядачів: 4.000 Арбітр: Вольф-Гюнтер Візель (Німеччина) |

| 11 березня 1992 |

| Чехословаччина   | 1–2      | Італія                    |
| ---------------- | -------- | ------------------------- |
| Нечас 86' (пен.) | Протокол | Меллі 9' Котулек 55' (аг) |

| Спартак, Трнава Глядачів: 12.000 Арбітр: Лайош Гартман (Угорщина) |

Матчі-відповіді
| 23 березня 1992 |

| Шотландія                                   | 4–3      | Німеччина                       |
| ------------------------------------------- | -------- | ------------------------------- |
| Маккіннон 43' Кріні 69' Ламберт 78' Рей 87' | Протокол | Кранц 10' Шолль 41' Геррліх 53' |

| Піттодрі, Абердин Глядачів: 22.500 Арбітр: Хоакін Уріо Веласкес (Іспанія) |

| 25 березня 1992 |

| Швеція      | 1–0      | Нідерланди |
| ----------- | -------- | ---------- |
| Сімпсон 75' | Протокол |            |

| Варендсваллен, Векше Глядачів: 7.353 Арбітр: Браян Гілл (Англія) |

| 25 березня 1992 |

| Польща      | 1–1      | Данія     |
| ----------- | -------- | --------- |
| Юсковяк 71' | Протокол | Франк 29' |

| Гурник Забже, Забже Глядачів: 3.000 Арбітр: Егіль Нервік (Норвегія) |

| 25 березня 1992 |

| Італія                     | 2–0      | Чехословаччина |
| -------------------------- | -------- | -------------- |
| Бертареллі 39' Луцарді 42' | Протокол |                |

| Сільвіо Аппіані, Падуя Глядачів: 12.562 Арбітр: Мірча Саломір (Румунія) |

### Півфінали
Перші матчі
| 9 квітня 1992 |

| Данія | 0–1      | Італія   |
| ----- | -------- | -------- |
|       | Протокол | Бузо 20' |

| Ольборг Арена, Ольборг Глядачів: 7.000 Арбітр: Жоель Кінью (Франція) |

| 22 квітня 1992 |

| Шотландія | 0–0      | Швеція |
| --------- | -------- | ------ |
|           | Протокол |        |

| Піттодрі, Абердин Глядачів: 22.000 Арбітр: Міхал Лісткевич (Польща) |

Матчі-відповіді
| 22 квітня 1992 |

| Італія             | 2–0      | Данія |
| ------------------ | -------- | ----- |
| Бузо 54' Муцці 79' | Протокол |       |

| Ренато Курі, Перуджа Глядачів: 10.869 Арбітр: Любе Спасов (Болгарія) |

| 29 квітня 1992 |

| Швеція      | 1–0      | Шотландія |
| ----------- | -------- | --------- |
| Редлунд 81' | Протокол |           |

| Ейраваллен, Еребру Глядачів: 2.376 Арбітр: Йозеф Марко (Чехословаччина) |

### Фінал
Перший матч
| 28 травня 1992 |

| Італія             | 2–0      | Швеція |
| ------------------ | -------- | ------ |
| Бузо 71' Сордо 80' | Протокол |        |

| Паоло Мацца, Феррара Глядачів: 15.846 Арбітр: Маріо ван дер Енде (Нідерланди) |

Матч-відповідь
| 3 червня 1992 |

| Швеція      | 1–0      | Італія |
| ----------- | -------- | ------ |
| Сімпсон 60' | Протокол |        |

| Варендсваллен, Векше Глядачів: 6.172 Арбітр: Браян Макгінлі (Шотландія) |

| Чемпіон Європи 1992 |
| ------------------- |
| Італія 1-й титул    |

## Олімпійська кваліфікація
- - Австралія 1-1 Нідерланди
  - Нідерланди 2-2 Австралія
  - 3-3:  Австралія за рахунок голу забитого на чужому полі кваліфікувалась на Олімпійські Ігри 1992.